# Calamoschoena
Calamoschoena és un gènere d'arnes de la família Crambidae.

## Taxonomia
- Calamoschoena ascriptalis Hampson in Poulton, 1916
- Calamoschoena nigripunctalis Hampson, 1919
- Calamoschoena sexpunctata (Aurivillius, 1925)
- Calamoschoena stictalis Hampson, 1919